# Total War
Total War (englisch für ‚Totaler Krieg‘) ist eine Computer-Strategiespiel-Reihe, die vom britischen Spieleentwicklerteam Creative Assembly entwickelt wird. Der erste Titel, Shogun: Total War, erschien 2000. Der vierzehnte und bislang letzte Teil, Total War: Pharaoh, erschien 2023. Neben der Hauptreihe existiert seit 2018 auch eine Saga-Reihe, deren zweiter und bisher letzter Teil Total War Saga: Troy am 13. August 2020 erschien.
Das besondere an Total-War-Titeln ist die Kombination von rundenbasierter Reichsverwaltung mit echtzeitbasierten Taktikschlachten. Das Hauptgeschehen findet auf einer als Weltkarte bezeichneten Karte mit je nach Titel mehr oder weniger großem Umfang statt. Dort verwaltet der Spieler sein Herrschaftsgebiet, seine Armeen und die Diplomatie. Begegnen sich in Kriegszeiten zwei verfeindete Armeen, so beginnt ein Gefecht, welches der Spieler in Echtzeit bestreiten kann.
Die Total-War-Reihe erhielt bislang durchgängig gute Kritiken. Auch die Verkaufszahlen legten mit jedem neuen Teil zu. Am erfolgreichsten schnitt bisher Total War: Rome 2 mit rund 1,1 Millionen verkauften Exemplaren ab.

## Spielprinzip
Total-War-Spiele bestehen im Wesentlichen aus zwei Elementen. Den Rahmen bildet der rundenbasierte und strategisch orientierte Modus, in dem der Spieler sein Reich und seine Truppen verwaltet. Dieser Modus spielt sich auf einer Karte, der sogenannten Weltkarte, ab. Diese Karte ist in mehrere Regionen untergliedert, die als Provinzen bezeichnet werden. Diese Provinzen befinden sich zu Spielbeginn unter der Kontrolle verschiedener Fraktionen. Eine dieser Fraktionen wird vom Spieler gesteuert. Das Spielziel ist gewöhnlich, die eigene Fraktion zu einer Großmacht auszubauen. Dazu stehen dem Spieler diplomatische und wirtschaftliche, aber in erster Linie militärische Mittel zur Verfügung. Das Verhältnis dieser Elemente zueinander variierte im Laufe der Serie. Während in frühen Teilen der militärische Aspekt klar im Vordergrund steht, so gewannen Bereiche wie Innenpolitik, Diplomatie und ökonomische Entwicklung in den neueren Teilen zunehmend an Bedeutung.
Der zweite Spielmodus besteht aus in Echtzeit stattfindenden Schlachten. Der Wechsel in diesen Schlachtmodus erfolgt, wenn auf der Kampagnenkarte zwei verfeindete Armeen aufeinander treffen. Dann übernimmt der Spieler das Kommando über die eigene Armee und führt sie gegen die feindlichen Truppen.
In den historischen Serienteilen sind die Fraktionen, Uniformen und Waffen der Soldaten meist denen ihrer realen Vorbilder nachempfunden. Auch die Ausgangslage zu Beginn einer Kampagne ist ungefähr an die realen Gegebenheiten angelehnt. Im Laufe einer Kampagne entwickelt sich dann aber ein vom realen historischen völlig unabhängiger Verlauf, abhängig von den Entscheidungen und Zügen der einzelnen Fraktionen.

### Strategie-Teil
Auf einer Übersichtskarte werden Provinzen verwaltet, Befehle an Truppen gegeben, sowie strategische Einheiten genutzt (unter anderem zum Betreiben von Diplomatie).
Seit Rome: Total War ist die Übersichtskarte ebenfalls dreidimensional dargestellt. Zusätzlich verwarfen die Entwickler das Risiko-Prinzip, bei dem sich die Einheiten in einer Runde genau eine Provinz weiterbewegen, egal wie groß die Provinz ist. Bei der Einheitenbewegung wird nun auf ein Civilization ähnliches Prinzip zurückgegriffen, bei dem jede Armee je nach Zusammensetzung Bewegungspunkte zur Verfügung hat, die beispielsweise durch verschlechterte Bodenbedingungen oder schlechter Wetterlage einen Bewegungsmalus erhalten.
Die Übersichtskarte orientiert sich am Szenario, welches bei jedem Teil der Reihe verschieden ist. Auf der Karte werden Land- und (in den ersten beiden Spielen) Seebereiche des Szenarios in Provinzen bzw. Gebiete unterteilt. In jeder dieser Provinzen befindet sich eine Stadt (in manchen Teilen auch mehrere Städte), deren Werte diese Provinz repräsentieren. In diesen lassen sich dann einerseits Gebäude und Anlagen bauen, um die Werte der Stadt zu verbessern, und andererseits Truppen und strategische Einheiten ausheben.
Mit Agenten kann je nach Serienteil Diplomatie betrieben werden (Diplomaten), spioniert werden (Spione), gegnerische Persönlichkeiten oder Agenten ausgeschaltet werden (Attentäter) oder andere Aktionen durchgeführt werden.
Die Truppen können zur Kriegführung eingesetzt werden, indem sie auf der Strategiekarte frei bewegt werden. Sie lassen sich zu Armeen gruppieren, um dem Spieler die Organisation zu erleichtern. Sobald eine Armee mit einer feindlichen Armee zusammentrifft, lässt sich wählen, ob der Feind bekämpft, oder die eigenen Truppen zurückgezogen werden sollen. Der Kampf lässt sich dann entweder automatisch berechnen oder vom Spieler auf einer dreidimensionalen Karte austragen (siehe Taktikpart). Dabei entspricht die Situation im Taktikpart der des Strategieparts (Truppenanzahl und -typen, Gelände, klimatische Verhältnisse).

### Taktik-Teil
In einer dreidimensionalen Umgebung werden Schlachten zwischen zwei oder mehr Fraktionen ausgetragen. Jede Fraktion führt dabei eine oder mehrere Armeen ins Feld, die wiederum jeweils aus bis zu 20 Einheiten bestehen können. Letztere können einige wenige bis hin zu mehrere Hundert Soldaten umfassen. Eine vollständige Armee kann somit aus mehreren Tausend Soldaten bestehen, die jeweils einzeln dargestellt und berechnet werden.
Den einzelnen Einheiten können Befehle erteilt werden. Dies schließt Bewegungs- und Angriffsbefehle ebenso ein, wie Formations- und Verhaltensanweisungen. Letztere können sich dabei sowohl auf die direkte Kampfkraft, als auch auf die Moral der Einheiten auswirken, welche ein wichtiger Faktor dieser Taktikschlachten ist.
Der Gegner ist besiegt, wenn sich entweder keine gegnerischen Truppen mehr auf der Taktikkarte befinden oder wenn alle noch darauf befindlichen Truppen fliehen. Auch kann man eine Schlacht durch Ablaufen des Zeitkontingents gewinnen, welches zuvor in den Einstellungen gesetzt werden kann. Des Weiteren gibt es je nach Serienteil aber auch noch andere Möglichkeiten, eine Schlacht zu gewinnen.

## Spiele
Die Total-War-Serie besteht bislang aus 14 Spielen, die in verschiedenen historischen Epochen angesiedelt sind. Zu jedem Spiel erschienen nach der Veröffentlichung Erweiterungspakete. Bei frühen Titeln wurden je Spiel ein bis zwei Add-ons herausgegeben. Seit Empire werden Erweiterungen überwiegend als kleine, herunterladbare Pakete, die auch als DLCs bezeichnet werden, angeboten. Diese sind für sich genommen in der Regel deutlich kleiner als Erweiterungen, erscheinen dafür aber in kürzeren Intervallen.
| Titel                                | Veröffentlichung | Engine          | Windows                     | macOS                                 | Linux                                 | Erweiterungen |
| ------------------------------------ | ---------------- | --------------- | --------------------------- | ------------------------------------- | ------------------------------------- | --- |
| Shogun: Total War                    | 2000             | TW Engine 1     | Grünes Häkchensymbol für ja | Rotes X oder Kreuzchensymbol für nein | Rotes X oder Kreuzchensymbol für nein | The Mongol Invasion |
| Medieval: Total War                  | 2002             | TW Engine 1     | Grünes Häkchensymbol für ja | Rotes X oder Kreuzchensymbol für nein | Rotes X oder Kreuzchensymbol für nein | Viking Invasion |
| Rome: Total War                      | 2004             | TW Engine 2     | Grünes Häkchensymbol für ja | Grünes Häkchensymbol für ja           | Rotes X oder Kreuzchensymbol für nein | Barbarian Invasion, Alexander                                                                                                  |
| Medieval 2: Total War                | 2006             | TW Engine 2     | Grünes Häkchensymbol für ja | Grünes Häkchensymbol für ja           | Grünes Häkchensymbol für ja           | Kingdoms |
| Empire: Total War                    | 2009             | Warscape 32-bit | Grünes Häkchensymbol für ja | Grünes Häkchensymbol für ja           | Grünes Häkchensymbol für ja           | The Warpath Campaign, vier kleinere DLCs                                                                                       |
| Napoleon: Total War                  | 2010             | Warscape 32-bit | Grünes Häkchensymbol für ja | Grünes Häkchensymbol für ja           | Rotes X oder Kreuzchensymbol für nein | Die spanische Kampagne, vier kleinere DLCs                                                                                     |
| Total War: Shogun 2                  | 2011             | Warscape 32-bit | Grünes Häkchensymbol für ja | Grünes Häkchensymbol für ja           | Grünes Häkchensymbol für ja           | Rise of the Samurai, vier kleinere DLCs, Fall of the Samurai                                                                   |
| Total War: Rome II                   | 2013             | Warscape 32-bit | Grünes Häkchensymbol für ja | Grünes Häkchensymbol für ja           | Rotes X oder Kreuzchensymbol für nein | Cäsar in Gallien, Hannibal ante Portas, Emperor Edition, Wrath of Sparta, Empire Divided, diverse weitere DLCs                 |
| Total War: Attila                    | 2015             | Warscape 32-bit | Grünes Häkchensymbol für ja | Grünes Häkchensymbol für ja           | Grünes Häkchensymbol für ja           | Der letzte Römer, Zeitalter Karls des Großen, sechs weitere DLCs                                                               |
| Total War: Warhammer                 | 2016             | Warscape 64-bit | Grünes Häkchensymbol für ja | Grünes Häkchensymbol für ja           | Grünes Häkchensymbol für ja           | The Grim and the Grave, The King and the Warlord, elf weitere DLCs                                                             |
| Total War: Warhammer II              | 2017             | Warscape 64-bit | Grünes Häkchensymbol für ja | Grünes Häkchensymbol für ja           | Grünes Häkchensymbol für ja           | Blood for the Blood God II, Reiche der Sterblichen, Mortal Empires, weitere folgen                                             |
| Total War Saga: Thrones of Britannia | 2018             | Warscape 64-bit | Grünes Häkchensymbol für ja | Grünes Häkchensymbol für ja           | Grünes Häkchensymbol für ja           | |
| Total War: Three Kingdoms            | 2019             | Warscape 64-bit | Grünes Häkchensymbol für ja | Grünes Häkchensymbol für ja           | Grünes Häkchensymbol für ja           | Yellow Turban Rebellion, Eight Princes, Mandate of Heaven, A World Betrayed, The Furious Wild, Fates Divided                   |
| Total War Saga: Troy                 | 2020             | Warscape 64-bit | Grünes Häkchensymbol für ja | Grünes Häkchensymbol für ja           | Rotes X oder Kreuzchensymbol für nein | Ajax & Diomedes, Amazons, Mythos, Rhesus & Memnon                                                                              |
| Total War: Warhammer III             | 2022             | Warscape 64-bit | Grünes Häkchensymbol für ja | Grünes Häkchensymbol für ja           | Grünes Häkchensymbol für ja           | Ogre Kingdoms, Champions of Chaos, Blood for the Blood God III, Forge of the Chaos Dwarfs, Shadows of Change, Thrones of Decay |
| Total War: Pharaoh                   | 2023             | Warscape 64-bit | Grünes Häkchensymbol für ja | Grünes Häkchensymbol für ja           | Rotes X oder Kreuzchensymbol für nein | |

Daneben gibt es drei Ableger, die thematischen Bezug zur Reihe besitzen, vom übergreifenden Spielprinzip jedoch abweichen. Spartan: Total Warrior erschien 2005 und ist ein Actionspiel mit mythologischem Hintergrund. Total War Battles: Shogun wurde 2012 veröffentlicht und ist als rundenbasiertes Strategiespiel für mobile Geräte konzipiert. Mit Total War Battles: Kingdom erschien 2016 zudem ein Free-to-play-Spiel.
Mit Total War: Arena war ein zusammen mit Wargaming.net entwickeltes Online-Spiel in Planung, das sich auf die Austragung von Echtzeit-Schlachten konzentrieren sollte. Die Entwicklung wurde aber 2019 noch während der Betaphase wieder eingestellt.

### Shogun: Total War

Logo von Shogun

Shogun: Total War ist der erste Total-War-Titel. Er erschien im Sommer 2000 für Windows. Das Spiel behandelt die Epoche des feudalen Japans.
Es legte die Grundlagen der Total-War-Serie fest, auf denen bislang alle Titel basieren. Shogun verfügt über einen strategischen Part, in dem der Spieler sein Reich verwaltet und über einen taktischen Part, in dem der Spieler seine Truppen in Schlachten anführt. Beide Teile sind im Vergleich mit späteren Teilen rudimentär gehalten. So beschränken sich etwa die diplomatischen Möglichkeiten auf ein Minimum.

### Medieval: Total War

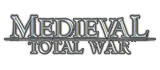
Logo von Medieval

Unter dem Titel Medieval: Total War erschien 2002 der Nachfolger von Shogun. Dieses Spiel ist im Mittelalter angesiedelt und spielt in Europa und Nordafrika.
Das grundlegende Prinzip sowie die Technik wurden nur wenig verändert. Neu eingeführt wurde die Erkundung und Nutzung von Seewegen. Da die Spielhandlung um das Mittelmeer herum stattfindet, nehmen die neu hinzugefügten militärische Flotten und Seeinvasionen eine zentrale Rolle ein.

### Rome: Total War

Logo von Rome

Rome: Total War ist der dritte Total-War-Titel. Er erschien im September 2004 für Windows und basiert auf einer neuen Engine. Das Spiel ist in der Antike angesiedelt und behandelt die Epoche vom Zerfall des Alexanderreichs bis zum Prinzipat unter Augustus. Im Fokus stehen dabei drei römische Familien, die Julier, die Scipionen (gemeint: Cornelier) und die Bruti (gemeint: Junier), die um die Herrschaft über das wachsende römische Imperium ringen.
Eine wesentliche Neuerung gegenüber den Vorgängern ist die Möglichkeit, seinen Truppen auf der Kampagnenkarte frei zu bewegen, anstatt an Provinzen gebunden zu sein. Weiterhin wurde eine neue Grafik-Engine entwickelt, mit der in Echtzeitkämpfen dreidimensionale Modelle für die Truppen verwendet werden.

### Medieval 2: Total War

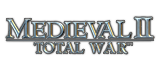
Logo von Medieval II

Medieval 2: Total War ist der vierte Titel der Reihe, der im November 2006 für Windows erschien. Das Spiel ist thematisch eine Neuauflage des früheren Medieval: Total War, basiert aber auf der Engine von Rome: Total War. Überarbeitungen erfuhr das Spielprinzip unter anderem bei der Diplomatie, dem System der Einheiten-Rekrutierung sowie bei Belagerungsschlachten. Es behandelt die Zeit des Hoch- und Spätmittelalters. Kriegsschauplätze sind Europa, der Nahe Osten, Nordafrika und Teile Amerikas.

### Empire: Total War

Logo von Empire

Empire: Total War ist der fünfte Total-War-Titel. Er erschien im März 2009 für Windows und im September 2012 für Mac OS. Das Spiel ist im Zeitalter des Kolonialismus angesiedelt.
Mit Empire wurden zahlreiche Neuerungen in der Spielserie eingefügt, die in nachfolgenden Titeln beibehalten wurden. Als neue Engine wurde Warscape entwickelt, die auf die Simulation von Kämpfen mit Schusswaffen optimiert wurde. In spielerischer Hinsicht wurden die Möglichkeiten der Reichsverwaltung stark ausgebaut. Eine weitere Neuerung ist, dass mittels einer Kampagne eine Handlung, der amerikanische Kampf um die Unabhängigkeit, erzählt wird. Die Spielhandlung dehnt sich auf Europa, Nordafrika, West- und Südostasien und Amerika aus.

### Napoleon: Total War
Napoleon: Total War ist der sechste Teil der Spieleserie. Es wurde von Sega Ende Februar 2010 für Windows veröffentlicht. Später folgte eine Portierung für Mac OS. Zeitlich spielt es vor dem Hintergrund des Aufstiegs Frankreichs zur europäischen Hegemonialmacht unter Napoleon Bonaparte.
Im Bezug auf Spielmechanik und Technik ist es stark an den Vorgänger Empire angelehnt, wenn auch einige Komponenten, etwa die Innenpolitik, vereinfacht wurden. Wie Empire beinhaltet das Spiel eine lineare Kampagne, die den Hauptteil des Spiels ausmacht. Diese spielt während der Koalitionskriege in Europa und Napoleons Ägyptenfeldzug in Nordafrika.

### Total War: Shogun 2

Logo von Shogun II

Total War: Shogun II ist der siebte Teil der Total-War-Reihe, der am 15. März 2011 weltweit für Windows und am 31. Juli für Mac OS erschien. Shogun II ist als Nachfolger von Shogun: Total War angelegt und behandelt wie dieser die Zeit des feudalen Japans.
Für Shogun II wurde der Mehrspieler-Modus überarbeitet. Der Spieler kann eine eigene Spielfigur gestalten und sich anschließend einer Fraktion auf der Kampagnenkarte anschließen. Durch Erfolge im Spiel erhält die Figur diverse Boni. In spielerischer Hinsicht haben durch die besondere Bauweise japanischer Festungen Kämpfe um Burgen an Bedeutung und Umfang gewonnen.

### Total War: Rome II

Logo von Rome II

Total War: Rome II ist der achte Teil der Reihe. Er erschien am 3. September 2013 für Windows und Mac OS. Das Spiel ist, wie der Titel schon andeutet, als Neuauflage von Rome: Total War konzipiert und behandelt daher die gleiche Epoche.
Das Spiel setzt technisch auf eine modifizierte Version der Warscape-Engine, die insbesondere für Nahkämpfe verbessert wurde. Auch in spielerischer Hinsicht gibt es einige Neuerungen. So wurde die seit Shogun weitgehend konstant gebliebene Benutzeroberfläche neu strukturiert. Ebenfalls wurden die Kartengliederung, die Verwaltung des eigenen Reichs sowie die Militärführung teilweise tiefgreifend überarbeitet.

### Total War: Attila
Total War: Attila ist der neunte Teil der Reihe. Er erschien für Windows und Mac OS am 17. Februar 2015. Attila behandelt die Epoche der Völkerwanderung und thematisiert den Einfall der Hunnen in Europa.
Das Spiel bietet neben dem neuen Szenario mehrere neue Funktionen gegenüber Rome II, etwa den Familienstammbaum, der bereits in früheren Titeln enthalten war. Weiterhin wurden die Grafik und die künstliche Intelligenz überarbeitet.

### Total War: Warhammer
Total War: Warhammer ist das zehnte Spiel der Reihe und der erste Teil, der in einem Fantasy-Szenario angesiedelt ist. Es handelt sich um den ersten Teil einer Trilogie, die in der Welt von Warhammer Fantasy spielt. Das Spiel erschien am 24. Mai 2016 für Microsoft Windows und am 22. November 2016 durch Feral Interactive für Linux und macOS.

### Total War: Warhammer II
Total War: Warhammer II ist das elfte Spiel der Reihe und der zweite Teil des Warhammer-Fantasy-Szenarios. Das Spiel erschien am 28. September 2017 für Microsoft Windows.

### Total War Saga: Thrones of Britannia
Total War Saga: Thrones of Britannia ist der erste Teil aus der Saga-Reihe und erschien im Mai 2018 für Microsoft Windows und macOS. Dieser spielt im Jahr 878 auf den Britischen Inseln. Er behandelt die Konflikte zwischen den verschiedenen britischen Reichen sowie den Einfall des Großen Heidnischen Heeres nach dem Tod Ragnar Lodbroks. Spielbar sind u. a. die Angelsachsen, Waliser, Gälen und Wikinger. Technisch basiert das Spiel auf Total War: Attila.
Die neue Saga-Reihe soll sich ähnlich wie Napoleon: Total War auf relativ kurze historische Zeitabschnitte fokussieren.

### Total War: Three Kingdoms
Am 23. Mai 2019 wurde Total War: Three Kingdoms, der zwölfte Teil der Hauptreihe, veröffentlicht. Er spielt im antiken China zur Zeit der Han-Dynastie und der Drei Reiche.

### Total War Saga: Troy
Am 13. August 2020 erschien mit Total War Saga: Troy der nächste Saga-Ableger; eine Version für macOS erschien am 9. Oktober 2020. Das Spiel wurde für ein Jahr exklusiv im Epic Games Store verkauft und war am ersten Tag kostenlos erhältlich. Es spielt vor dem Hintergrund des mythologischen Trojanischen Krieges.

### Total War: Warhammer III
Am 17. Februar 2022 erschien mit Total War: Warhammer III  der dritte und letzte Teil der Warhammer-Trilogie für den PC. In der Spielefachpresse erhielt das Spiel gute bis sehr gute Bewertungen.

### Total War: Pharaoh
Der 16. Titel der Total-War-Reihe erschien am 11. Oktober 2023. Pharaoh. Er spielt im Neuen Reich des Alten Ägypten.

## Entwicklungsgeschichte

### Grundkonzept
Die Entwicklung des ersten Total-War-Spiels begann Ende der 90er Jahre, als Creative Assembly eine Gruppe zusammenstellte, die ein neues Produkt mit geringem finanziellen Risiko entwickeln sollte. Bis dahin war das Studio auf die Entwicklung von Sportspielen für Electronic Arts spezialisiert. Durch den damaligen Erfolg des Strategie-Titels Command & Conquer inspiriert, begann die Gruppe unter der Leitung des ehemaligen Mikrochip-Entwicklers Michael Simpson, mit der Arbeit an einem solchen Titel.
Nach mehreren Konzepten, denen laut Simpson etwas Besonderes fehlte, entstand durch das Aufkommen der ersten 3D-fähigen Grafikkarten der Plan, Echtzeit-Gefechte in dreidimensionalen Umgebungen darzustellen und so Strategiespiele dem Massengeschmack zugänglicher zu machen. Als die Entwicklung des Gefechts-Modus fortgeschritten war, fiel dem Team auf, dass die einzelnen Schlachten relativ kurz waren und in keinem Zusammenhang standen. Da entstand die Idee, die taktischen Schlachten in einen größeren Strategie-Part, einzubinden.

### Historische Komponente
Alle Total-War-Spiele, bis auf Total War: Warhammer, sind in historischen Szenarien angesiedelt. Dabei handelte es sich bislang um Epochen, die besonders umkämpft waren, etwa Bürgerkriege, der Zerfall alter Großreiche oder bedeutende Eroberungsfeldzüge. Diese Konflikte werden aus verschiedenen Perspektiven betrachtet, indem der Spieler eine Wahlmöglichkeit erhält, welche Fraktion er übernehmen möchte. Bei der Führung des eigenen Reiches besitzt dieser vergleichsweise große Freiheiten. Die Bindung an historische Ereignisse im Spielverlauf selbst ist in allen Titeln recht gering. An historischen Begebenheiten orientieren sich in erster Linie, neben der Truppenauswahl, die Startbedingungen. Zu Beginn umfasste dies in erster Linie die territoriale Ausdehnung der Fraktionen, später wurden auch anfängliche Feindseligkeiten, Kriege und Rivalitäten implementiert.
Um historische Genauigkeit zu gewährleisten, arbeitete Creative Assembly oft mit Historikern zusammen, im Falle von Shogun etwa mit dem Japanologen Stephen Turnbull. Dennoch beinhalten einige Titel offensichtliche Fehler und Ungenauigkeiten. Laut Angaben des Entwicklers Al Bickham habe Authentizität Vorrang vor historischer Korrektheit.

### Künstliche Intelligenz
Die künstliche Intelligenz, auch als KI abgekürzt, besteht aus zwei Komponenten. Eine ist für das Geschehen auf der Kampagnenkarte zuständig und für strategisches Handeln ausgelegt, während die zweite auf taktische Gefechte spezialisiert ist.
Für die strategische KI von Shogun wurden mehrere Profile entwickelt, die ihre wesentlichen Einstellungen festlegen, etwa ob sie expansions- oder handelsorientiert agieren soll. Jeder Fraktion ist dabei ein Profil zugeordnet. Dadurch unterscheidet sich das Verhalten der einzelnen Fraktionen. Dieses Prinzip hielt sich auch noch in späteren Spielen wie Rome und Medieval. In den ersten Titeln war eine separate KI für das Pflegen von diplomatischen Beziehungen zuständig. Mit Rome II wurde diese Unterteilung aufgehoben, da dieses System dazu neigte, in Verhandlungen kaum nachvollziehbare Entscheidungen zu treffen.
Der taktischen KI liegen Angriffs- und Verteidigungsmuster zu Grunde, die teilweise aus dem Buch Die Kunst des Krieges von Sunzi abgeleitet wurden. Auch dieses Prinzip wurde für Shogun: Total War entwickelt und kam laut einer Pressemitteilung noch elf Jahre später in Shogun 2 zum Einsatz.
Die künstliche Intelligenz wurde früh zu einem der zentralen Kritikpunkte von Testern und Spielern. Besonders bei Belagerungskämpfen litten Computerspieler unter tiefgreifenden Schwächen. Laut dem Designer James Russell sei das für die Entwicklung der KI zuständige Team mit der Zeit deutlich gewachsen und habe sie laufend verbessert. Der Entwickler Michael Simpson kommentierte nach der Veröffentlichung von Empire, das unter besonders großen Problemen mit der KI litt, die Gründe für die Schwierigkeiten. So sei das Ziel, weitgehend auf bereits im Voraus festgelegte Bewegungen zu verzichten, eine Entwicklungshürde. Die KI solle sich möglichst dynamisch verhalten und Taktiken verwenden, die auch in der Realität funktionieren würden. Dies zu realisieren sei mit sehr hohem Aufwand verbunden.

### Grafik und Ton
In den Echtzeitgefechten der Total-War-Spiele sind nicht selten mehrere tausend Soldaten auf dem Schlachtfeld. Um Ruckler zu vermeiden bzw. das Spiel überhaupt spielbar zu machen, werden in großem Umfang Sprites genutzt. In den ersten beiden Teilen wurden Soldaten ausschließlich durch solche zweidimensionalen Grafiken dargestellt. Ab Rome werden Truppen, die sich in Sichtweite befinden, mithilfe dreidimensionaler Modelle berechnet. Bei weiter entfernten Einheiten kommen Sprites zum Einsatz.
Grundsätzlich wurde die Grafik mit jedem Titel weiter entwickelt. Die erste größere Überarbeitung der Grafik-Engine kam mit Rome: Total War. Neben der flächendeckenden Verwendung dreidimensionaler Modelle wurden die Karten für die Gefechte erstmals dynamisch aus der Umgebung berechnet. Das bedeutet, die geografischen Gegebenheiten der Schlachtfelder nicht mehr im Voraus von den Entwicklern erstellt wurden, sondern anhand der Geografie der Weltkarte berechnet werden.
Die nächsten größeren Überarbeitungen kamen mit Empire: Total War. Für dieses Spiel wurden die Partikeleffekte, die für das realistische Darstellen von Musketen- und Kanonenfeuer benötigt wurden, deutlich verfeinert. Weiterhin wurde die Wasser-Physik stark verbessert, da in diesem Teil erstmals Echtzeit-Gefechte auf dem Meer ausgetragen werden können.

## Rezeption
| Spiel                                | GameRankings | Metacritic |
| ------------------------------------ | ------------ | ---------- |
| Shogun: Total War                    | 87,14 %      | 84/100     |
| Medieval: Total War                  | 88,49 %      | 88/100     |
| Rome: Total War                      | 91,75 %      | 92/100     |
| Medieval 2: Total War                | 87,18 %      | 88/100     |
| Empire: Total War                    | 88,87 %      | 90/100     |
| Napoleon: Total War                  | 81,71 %      | 81/100     |
| Total War: Shogun 2                  | 89,42 %      | 90/100     |
| Total War: Rome II                   | 76,45 %      | 76/100     |
| Total War: Attila                    | 79,64 %      | 80/100     |
| Total War: Warhammer                 |              | 86/100     |
| Total War: Warhammer II              |              | 87/100     |
| Total War Saga: Thrones of Britannia |              | 75/100     |
| Total War: Three Kingdoms            |              | 85/100     |
| Total War Saga: Troy                 |              | 75/100     |
| Total War: Warhammer III             |              | 85/100     |
| Total War: Pharaoh                   |              | 74/100     |

Die Rezeption der Total-War-Spiele fiel bislang stets positiv aus. Die besten Kritiken erhielt Rome: Total War. Dieses konnte als einziger Titel Metawertungen, Durchschnittsnoten, die aus den Wertungen ausgewählter Magazine errechnet werden, jenseits der 90 % erreichen.
Bei Veröffentlichung erhielt Shogun von verschiedenen Magazinen gute Kritiken. Sie kritisierten allerdings die beschränkten Diplomatie-Möglichkeiten im Strategie-Part, Probleme bei der Kameraführung und die bei den Soldaten verwendeten Rastergrafiken. Die Webseite Metacritic berechnete eine Metawertung von 84 von 100 Punkten.
Medieval wurde von der Fachpresse wie sein Vorgänger gelobt. Tester lobten die strategische Vielfalt und den Realismus der 3D-Schlachten. Metacritic berechnete mit 88 Punkten eine leicht höhere Metawertung als beim Vorgänger.
Rome erhielt außergewöhnlich hohe Wertungen. Metacritic errechnete 92 von 100 Punkte, bislang die höchste Metawertung eines Total-War-Titels. Tester lobten beinahe jeden Aspekt des Spiels, etwa den großen Umfang an Truppen und Fraktionen oder die hohe technische Qualität.
Auch Medieval II erhielt positive Kritiken. Magazine lobten im Wesentlichen die Punkte, die bereits beim Vorgänger gelobt wurden. So habe das Spiel einen sehr großen Umfang und sei komplex und anspruchsvoll. Auf einem ähnlich hohen Niveau seien Ton und Grafik geblieben.
Die Rezeption von Empire fiel zunächst positiv aus. Tester lobten vor allem den Umfang an Fraktionen und Einheiten sowie die Größe der Kampagnenkarte. In beidem setzte der Titel laut den Testern neue Maßstäbe, sowohl im Bereich der Total-War-Reihe als auch im Bereich der Strategiespiele allgemein. Allerdings mehrten sich kurz nach der Veröffentlichung Stimmen, dass das Spiel in einem unfertigen Zustand veröffentlicht worden sei und daher zahlreiche Programmierfehler beinhalte.
Napoleon wurde von der Fachpresse positiv aufgenommen, erhielt allerdings leicht schwächere Wertungen als Empire. Zwei häufig genannte Kritikpunkte waren geringe Innovationen gegenüber dem Vorgänger sowie Stabilitätsprobleme, die es von Empire geerbt habe.
Shogun II erhielt von der Fachpresse seit seiner Ankündigung viel Lob. Schwächen leiste sich das Spiel allerdings bei der Stabilität, der künstlichen Intelligenz, besonders in taktischen Gefechten und in der teilweise sehr schweren Reichsverwaltung.
Rome II erhielt von der Fachpresse bereits in Vorschauberichten sehr gute Kritiken. Allerdings bemängelten Tester und später auch Kunden, dass das Spiel gravierende technische Mängel aufweise. So laufe das Spiel selbst auf leistungsstarken System nur mit Aussetzern oder gar nicht. Außerdem stelle die künstliche Intelligenz keine Herausforderung dar, da sie oft irrational und fehlerhaft handle.
Auch Attila erreichte in vielen Testberichten hohe Wertungen. Die Autoren lobten die Überarbeitungen, die das Spiel rundum verbessern. Außerdem sei es im Vergleich zu Rome II vergleichsweise frei von Fehlern.